# Uru: Ages Beyond Myst
Uru: Ages Beyond Myst (с англ. — «У́ру: миры за гранью Миста») — приключенческая игра из серии Myst. Выпущена компанией Cyan Worlds в 2003 году; автор сценария и режиссёр — Рэнд Миллер. Uru — первый в истории многопользовательский квест, получивший широкую известность.

## Игровой процесс
Процесс игры заключается в исследовании разнообразных уголков таинственного мира Д’ни́ (англ. D'ni), в поиске Книг-порталов, открывающих доступ к новым областям этого мира, а также в восстановлении работы различных механизмов и энергоустановок. Игрок выступает в роли археолога; найдя все существующие Книги и открыв по частям весь мир Д’ни́ и его историю, он узнает тайну исчезнувшей цивилизации. Мир Д’ни тщательно проработан авторами игры: игрок имеет возможность изучить алфавит и систему счисления, обычаи, обряды и искусства, истории правления королей.
Аватар создаётся игроком и может иметь любую внешность. Есть возможность выбрать пол, цвет кожи, причёску, одежду, комплекцию, возраст и т. д. По умолчанию игра идёт с видом от третьего лица, но возможно переключение к виду от первого лица.
Загадки в Uru очень необычны и интересны. Здесь нет головоломок, которые бы можно было решить чисто логическим путём «не отходя от пульта»; каждая загадка подразумевает путешествие по миру в поисках подсказок и решений. Для решения некоторых загадок игроку придётся прыгать по скалам над огненной пропастью, плавать против бурного течения, приручать рой светлячков, изучать пятеричную систему счисления. Оборотная сторона необычности этих загадок — их довольно высокая сложность. Но в многопользовательском режиме игроки могут решать загадки сообща или обмениваться подсказками.
Инвентарь в Uru отсутствует, как и головоломки, связанные с собиранием и комбинированием предметов.
Сохранение игры в однопользовательском режиме реализовано необычным образом. Оно происходит автоматически при каждом выходе из игры, а пункты «Сохранить» и «Загрузить» отсутствуют в игровом меню. Это не вызывает проблем с прохождением, так как персонаж Uru не может умереть и совершить какие-либо необратимые действия. В качестве своеобразных «слотов сохранения» выступают Книги, хранящиеся в мире Ре́лто и появляющиеся там по мере открытия игроком новых локаций.

## Сюжет
Сюжет Uru раскрывает давнюю предысторию событий, происходящих в остальных играх серии Myst.
В 1980-х годах во время исследования вулкана в пустыне Нью-Мексико учёными был обнаружен подземный город, построенный исчезнувшей цивилизацией Д’ни́ (англ. D'ni). Происхождение этой цивилизации неизвестно; неясно также, почему она вела столь странный образ жизни. Возможно, подземное царство было построено во избежание конфликтов с земной цивилизацией, и не исключено, что прародители Д’ни́ прибыли из другого мира. Произошло это около 10 000 лет назад. Раскопками занимается специально созданная археологическая организация DRC (англ. D’ni Restoration Council), призванная исследовать историю Д’ни. Главный герой игры приезжает в пустыню в качестве археолога, приглашённого участвовать в исследованиях DRC как независимый эксперт, и спускается под землю.
Там он обнаруживает великолепный заброшенный город, с дворцами, храмами, театрами и библиотеками. Город построен в гигантской многокилометровой пещере, образовавшейся естественным путём и расширенной искусственно. Игрок исследует этот город и его пригороды, открывая их по частям, и постепенно перед ним вырисовывается история цивилизации Д’ни, с её гордыми королями, древними обычаями, странными искусствами и удивительными технологиями. Технологии Д’ни были на грани магии, а возможно, и перешагивали эту грань. К примеру, ими были изобретены видеоголограммы, гигантские горнопроходческие машины и источники энергии, способные работать столетиями. Но главное изобретение или дар Д’ни — Искусство написания Книг-порталов, при помощи которых человек может мгновенно перемещаться в другие места, описанные в этих Книгах. В процессе исследований археолог обнаруживает, что некоторые Книги Д’ни ведут его не в очередную область подземного царства, а в странные места, расположение которых в пространстве и времени неясно.
Цивилизация Д’ни процветала тысячи лет, но однажды, около 200 лет назад, произошла катастрофа, уничтожившая её. Случилось это после контакта Д’ни с одним человеком с поверхности Земли. Игроку предстоит разгадать тайну этой катастрофы.

## История создания и выхода
Рэнд Миллер и возглавляемая им компания Cyan Worlds начали разработку онлайнового многопользовательского квеста в 1997 году, сразу же после завершения работы над Riven — второй игрой серии Myst. Новая игра была анонсирована под названием Myst Online, но затем переименована в Uru, что на древнем шумерском языке означает «глубину» и «город» и является именем мифологического «подземного рая». Разработка игры продолжалась пять лет. В то же самое время другими компаниями велась работа над играми Myst III и Myst IV, но Рэнд Миллер не принял в ней большого участия и целиком сосредоточился на Uru. Выпуск Uru был задуман Рэндом как жанровая революция. Игровое сообщество имело неоднозначные взгляды на саму идею многопользовательского квеста, но с нетерпением ожидало его появления.
Вышедшая 11 ноября 2003 года игра имела очень качественную графику и оригинальные сюжет и геймплей. Игровой мир был необычен, наполнен интересными загадками и атмосферной музыкой. К тому же Uru была одним из немногих на тот момент трёхмерных квестов. Как результат, Uru заслуженно получила высокие оценки прессы: в среднем оценка составила 88 %. Однако в целом Uru была встречена игроками с меньшим энтузиазмом, чем предыдущие игры серии Myst, и разошлась меньшим тиражом.
Uru не вошла в сквозную нумерацию серии игр Myst, так как сюжет Uru скорее раскрывает предысторию сюжета серии, чем является его непосредственной частью.
В России Uru: Ages Beyond Myst официально не издавалась. Неофициальные переводы были изданы компаниями Фаргус и 7Wolf.

### Офлайн
Изначально Uru была задумана только в онлайн-варианте — Uru Live — но позже разработчики решили выпустить и однопользовательскую версию. В итоге она нашла гораздо более широкое признание, чем Uru Live. Локации, изначально предназначавшиеся только для онлайн-версии, позже поступили в продажу в виде двух дополнений к однопользовательской игре: To D’ni и The Path of the Shell. 7 июля 2004 года игра была выпущена в полном варианте, вместе с дополнениями, под названием Myst Uru: Complete Chronicles. Однако в 2007 году в проекте Uru Live появилось несколько новых локаций, которые на данный момент недоступны в однопользовательском варианте. Доступны для свободной загрузки несколько «любительских» локаций, созданных игроками.

### Онлайн
Идея онлайнового квеста была сформулирована Рэндом Миллером так: «A world that will never end» — «Мир, которому не будет конца». Практически это означало, что в Uru Live должны были регулярно появляться новые локации, и таким образом процесс исследования игрового мира становился для игрока бесконечным.
Идея была прекрасна, но реализация проекта столкнулась с финансовыми трудностями. Многопользовательский режим был доступен игрокам лишь в течение недолгого времени бета-тестирования игры в 2003 году, затем проект был заморожен. Тремя годами позже, в феврале 2007 года, проект возродился на сервере GameTap под именем Myst Online: Uru Live и просуществовал ровно год. Затем, летом 2008 года, компания Cyan Worlds заявила о своих планах вновь запустить Uru Live. Проект носит имя MORE (англ. Myst Online: Restoration Experiment) и предусматривает, что новые локации будут создаваться самими игроками. В феврале 2010 игра была вновь запущена после двухлетней паузы, на этот раз под названием Myst Online: URU Live Again. Игрокам пока доступны лишь «классические» локации, нового содержимого в игру не добавлено.
Главной причиной неуспеха Uru Live стала противоречивость самой идеи: многопользовательская игра ориентирована на процесс, а квест на результат. Специфика многопользовательских онлайн-игр (MMOG) в том, что у них нет и не может быть финала, и, соответственно, их сюжет не имеет развития и фактически сводится к предыстории игрового мира. Но, не имея возможности дать игроку сюжетный интерес, разработчик должен изобрести другой стимул, который удержит игрока в игре и не даст заскучать. Традиционно в MMORPG такими стимулами для игрока являются перспектива развития персонажа и возможность взаимодействовать с другими игроками — торговать, общаться, сражаться. В MMO-квесте же развитие персонажа вряд ли возможно, взаимодействие ограничено (торговля и драки не вписываются в законы жанра), и стимулом, поддерживающим игровой интерес, может являться лишь открытие всех тайн сюжета, то есть финал. А понятие финала и понятие MMOG несовместимы. В итоге онлайновая версия Uru стала «игрой не для всех», а её MMO-составляющая заключалась лишь в совместном решении загадок и общении во внутриигровом чате. Но тем не менее Uru Live привела к созданию немалого игрового сообщества и появлению в Интернете десятков фан-сайтов.

## Пасхальное яйцо
В игре присутствует пасхальное яйцо. Разглядев и разгадав замаскированную головоломку в части подземного города под названием Bevin, игрок попадает в комнату с огромным светящимся яйцом и зашифрованными текстами. Тексты содержат довольно сложную инструкцию, в случае успешного исполнения которой игрок получает возможность порулить трейлером Джеффа Занди.

## Саундтрек

Обложка альбома

Музыка к игре написана композитором Тимом Ларкином, являющимся также автором музыки к Myst V. Принцип работы композитора был таким: в каждой локации должна звучать отдельная композиция, соответствующая её атмосфере. В 2003 году музыка была издана отдельным альбомом под названием «Uru Music».
| - 1. Atrus Open — 1:00 - 2. Beyond Girae — 5:34 - 3. Out of the Hive — 2:59 - 4. Badlands — 2:29 - 5. Gallery Theme — 2:34 - 6. Air Stream — 4:06 - 7. Yeesha’s Theme — 3:46 - 8. Convergence — 2:57 - 9. The Well — 3:24 | - 10. Spore Me — 2:35 - 11. Baron’s Theme — 2:11 - 12. The Library — 1:33 - 13. The Vault — 6:13 - 14. Trailer Music — 2:23 - 15. Fall of D’ni — 3:07 - 16. The Bahro — 1:52 - 17. Dirt — 2:07 |

## Отзывы
| Сводный рейтинг | Сводный рейтинг |
| Агрегатор       | Оценка          |
| --------------- | --------------- |
| GameRankings    | 76,19 %         |

- Игромания Архивная копия от 4 марта 2016 на Wayback Machine — 9 из 10
- 7Wolf — 8,6 из 10
- Game Industry (англ.) — 98 %, Игра года
- Game Chronicles Архивная копия от 5 июня 2008 на Wayback Machine (англ.) — 9,4 из 10, Выбор редакции
- IGN.com Архивная копия от 27 марта 2008 на Wayback Machine (англ.) — 9,0 из 10, Выбор редакции
- Just Adventure (англ.) — А (высший балл)
- GameZone (англ.) — 9,3 из 10
- Game Boomers Архивная копия от 18 мая 2008 на Wayback Machine (англ.) — А (высший балл)
- GameSpot Архивная копия от 10 декабря 2008 на Wayback Machine (англ.) — 7,8 из 10

Игра заняла третье место в номинации «Лучший квест/adventure» (2003) журнала «Игромания».